# Острув (гмина)
Острув (пол. Ostrów) — сельская гмина (волость) в Польше, входит как административная единица в Ропчицко-Сендзишувский повет, Подкарпатское воеводство. Население — 6806 человек (на 2004 год).

## Демография
| Перепись                       | Всего   | Всего | Женщины | Женщины | Мужчины | Мужчины |
| ------------------------------ | ------- | ----- | ------- | ------- | ------- | ------- |
| Единицы                        | человек | %     | человек | %       | человек | %       |
| Население                      | 6806    | 100   | 3431    | 50,4    | 3375    | 49,6    |
| Плотность населения (чел./км²) | 70,4    | 70,4  | 35,5    | 35,5    | 34,9    | 34,9    |

## Сельские округа
1. Близна
2. Борек-Малы
3. Камёнка
4. Козоджа
5. Оцека
6. Острув
7. Скшишув
8. Воля-Оцецка
9. Зджары

## Соседние гмины
1. Гмина Дембица
2. Гмина Нивиска
3. Гмина Пшецлав
4. Гмина Ропчице
5. Гмина Сендзишув-Малопольски